# 埃米爾·布朗夏爾
查爾斯·埃米爾·布朗夏爾（法語：Charles Émile Blanchard，1819年3月6日—1900年2月11日）是一名法國動物學家和昆蟲學家。

## 職業生涯
布朗夏爾出生於巴黎。他的父親是一位藝術家和博物學家，布朗夏爾很早就開始了自然歷史的學習。在他14歲時，讓·維克多·奧杜安允許他進入法國國立自然史博物館的實驗室。1838年，他成為這家當時和現在一樣著名的機構的技術員或準備員。1841年，他成為助理自然科學家。
他曾陪同亨利·米爾·愛德華和讓·路易斯·阿曼德·德·夸特弗雷斯·德·布勞前往西西里島進行海洋動物學考察。他在1845年出版了《昆蟲史》（Histoire des insectes），1854年至1856年又出版了《農業動物學》（Zoologie agricole）。最後一本著作非常出色：它精確地介紹了有害或害蟲品種，以及它們對各種作物造成的損害。這部著作由他的父親繪製插圖。布朗夏爾對達爾文主義持批判態度。他認為查爾斯·達爾文的鴿子研究是不科學的，而且他對演化的想法是錯誤和沒有創意的。
1870年，布朗夏爾和查爾斯-菲利普·羅賓反對推選達爾文為法國科學院的通訊院士。
他在1852年至1864年間出版了脊椎動物解剖圖集。這本著作讓他有希望獲得自然歷史博物館因奧古斯特·迪梅里逝世而懸空的爬行動物和魚類研究席位，但最後選擇了萊昂·瓦蘭特。然而，在1862年，他被授予甲殼類、蛛綱動物和昆蟲的自然歷史教席。1894年，他因身體虛弱而離任。1862年，他獲選為法國科學院院士。1860年後，他的視力開始下降，並於1890年失明。1900年，他在巴黎逝世，享年80歲。

## 部分著作
- The Transformations (or Metamorphoses) of Insects (1870) [with Duncan P. Martin]
- Histoire des Insectes (1845)
- Catalogue des Coleopteres du Museum d'Histoire Naturelle de Paris (1850-51)
- Métamorphoses mœurs et instincts des insectes (1868)